# Enfants Terribles: Live at the Blue Note
Enfants Terribles: Live at the Blue Note ist ein Jazzalbum von Lee Konitz, Bill Frisell, Gary Peacock und Joey Baron. Die am 4. und 5. Juni 2011 im New Yorker Blue Note entstandenen Aufnahmen erschienen am 25. September 2012 auf Half Note Records.

## Hintergrund
Lee Konitz schloss sich Anfang Juni 2011 mit Bill Frisell, Gary Peacock und Joey Baron für ein einwöchiges Engagement im Jazzclub Blue Note in New York City zusammen, wobei keiner der vier Musiker offiziell zum Bandleader ernannt wurde. Die Höhepunkte aus zwei Nächten wurden für das vorliegende Album ausgewählt.

## Titelliste
- Lee Konitz / Bill Frisell / Gary Peacock / Joey Baron – Enfants Terribles (Half Note HN 4552)[2] Joey Baron (2016). Foto Hreinn Gudlaugsson

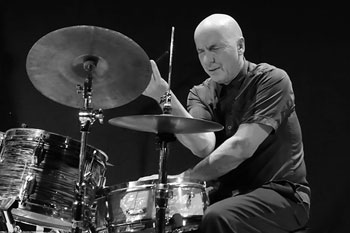
Joey Baron (2016). Foto Hreinn Gudlaugsson

  1. What Is This Thing Called Love (Cole Porter)  6:04
  2. Body and Soul (Johnny Green, Edward Heyman, Robert Sour) 12:08
  3. Stella by Starlight (Ned Washington, Victor Young) 11:02
  4. I’ll Remember April (Gene DePaul,  Patricia Johnston, Don Raye) 10:14
  5. I Remember You (Johnny Mercer, Victor Schertzinger) 11:44
  6. I Can’t Get Started (Vernon Duke,  George Gershwin) 9:18

## Rezeption
Ken Dryden vergab an das Album in Allmusic vier Sterne und lobte: „Während dieser brillanten Live-Auftritte wird es nie langweilig.“ Der immer wieder überraschende Altsaxophonist Lee Konitz habe während langen Karriere mit zahlreichen Musikerkonfigurationen zusammengearbeitet, wobei er stets voller frischer Ideen blieb und Vorhersehbarkeit vermied. Bei diesem Treffen decke das Quartett sechs Standards introspektiv und dennoch anregend ab.
Nach Ansicht von John Kelman, das das Album in All About Jazz rezensierte und mit 4½ Sternen bewertete, sei die Idee, in einen Club zu gehen und eine Reihe von Standards ohne Pläne, Vorurteile oder Vorkehrungen zu spielen, nicht gerade neu. Aber es sei eine Sache, ein paar Real-Book-Charts im Head-Solo-Head-Stil durchzugehen und jedem die Möglichkeit zu geben, sich zu entfalten und sich nur auf vertrautes Material zu konzentrieren. Es ist eine andere Sache, auf einem Niveau zu sein, auf dem das Material Nacht für Nacht neu erfunden wird, Set für Set. Es ist das, was der Altsaxophonist Lee Konitz vor ein paar Jahren tat, als er mit dem Pianisten Brad Mehldau, dem Bassisten Charlie Haden und dem Schlagzeuger Paul Motian im New Yorker Birdland Club das großartige Live at Birdland (ECM, 2011) aufnahm. Dies beweise, dass diese alten, abgenutzten Standards in den richtigen Händen alles andere als bereit für den Ruhestand sind, schrieb Kelman. Es sei das, was er wieder mit Enfants Terribles mache, aber diesmal in einer ganz anderen Gruppe, die die Akkordmöglichkeiten des Klaviers durch das offenere Potenzial der Gitarre ersetzt und Bill Frisell rekrutierte. Konitz sei nicht nur so uneingeschränkt und einfallsreich wie immer, schrieb Kelman weiter, umgeben von drei ähnlich kreativen und fesselnden Spielern, die im Altersspektrum von vor dem Zweiten Weltkrieg bis zum frühen Babyboomer reichen. Seine Kreativität scheint auf Hochtouren zu sein, auch wenn sich sein Körper in die entgegengesetzte Richtung bewegt. Nach Ansicht des Autors ist Enfants Terribles: Live at the Blue Note der enge Cousin und würdige Nachfolger von Live at Birdland und zeige, dass es in der Musikwelt absolut möglich ist, das alte (und ähnlich überstrapaziert) Sprichwort zu beweisen, welches sagt: „Du wirst nicht älter; du wirst besser.“

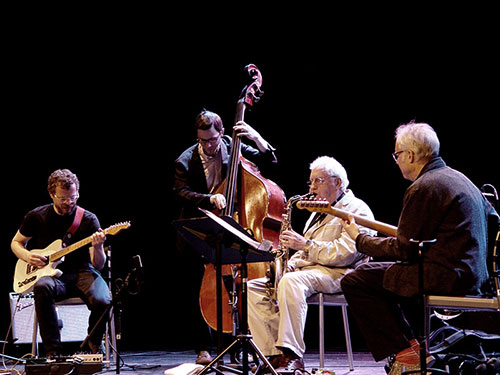
Konitz und Frisellvier Jahre später im Quartett mit Jakob Bro und Thomas Morgan.

Der Kritiker der Wochenzeitung Falter notierte zu Frisells Beitrag: „Traditionsgesättigt abseits aller Betulichkeit ist auch Frisells Auftritt mit Lee Konitz, Gary Peacock und Joey Baron vom Juni 2011. Wenn Konitz als klandestiner Freejazzer auf Enfants Terribles: Live at the Blue Note (Half Note) einen Standard wie einen Handschuh umdreht, kann man Erkennen Sie die Melodie? dazu spielen, wohingegen Frisell bei I Remember You mit selbiger gleich ins Haus fällt. Ein Vergnügen für sich: Peacocks koboldhafte Präsenz auf Body & Soul.“
Lloyd Sachs meinte in JazzTimes: „Selbst nach den hohen Maßstäben, die Lee Konitz für das spontane Remaking von Songs gesetzt hat, die wir millionenfach gehört haben, steckt diese wunderschön aufgenommene Live-Performance voller Erfindungen und Überraschungen.“ Ein Großteil davon sei dem Zusammenspiel zwischen Konitz und dem Gitarristen Bill Frisell zu verdanken, dessen Gestaltung oder Erweiterung der Erfindungen des Altsaxophonisten mit sonnengestreiften Akkorden und schwebenden Einzelnotenlinien eine Freude sei. Joey Barons Beitrag sollte nicht übersehen werden, schrieb Sachs weiter. „Sein bemerkenswerter Touch und seine außergewöhnliche Reichweite sind ein Beweis dafür, ob er hinter Konitz Ornette Coleman-ähnlichen Eröffnungsnoten zu What Is This Thing Called Love? oder die Atmosphäre von Stella by Starlight mit seinen flach strukturierten Besenstrichen verändert. Peacocks lyrische Kraft ist überall zu spüren. Das Spiel hat eine jugendliche Qualität und viel Humor.“